# 5623 (année hébraïque)
5623 (hébreu : ה'תרכ"ג , abbr. : תרכ"ג) est une année hébraïque qui a commencé à la veille au soir du 25 septembre 1862 et s'est finie le 13 septembre 1863. Cette année a compté 354 jours. Ce fut une année simple dans le cycle métonique, avec un seul mois de Adar. Ce fut la seconde année depuis la dernière année de chemitta.

## Calendrier
Ce calendrier hébraïque de l'année 5623 donne les correspondances avec les dates du calendrier grégorien.
Le premier nombre dans chaque case correspond au jour du mois hébraïque. Les jours en couleurs sont des jours remarquables juifs .
| ◄◄ | 5623 | ►► |

## Décès
- Lion Mayer Lambert

5618 - 5619 - 5620 - 5621 - 5622 - 5623 - 5624 - 5625 - 5626 - 5627 - 5628